# Kótai Tamás
Nem összetévesztendő a szintén makói zenésszel és költővel, Kátai Tamással.
Kótai Tamás (Makó, 1959. december 2. –) Munkácsy Mihály-díjas magyar festő- és grafikusművész, egyetemi docens.

## Életpályája
Szülei: Kótai Imre és Kovács Eleonóra. Szülei Makóról Szegedre, majd 1974-ben Szentendrére költöztek. A budapesti Török Pál Képző- és Iparművészeti Szakközépiskola alkalmazott grafikai szakára íratkozott be. 1974–2002 között Szentendrén élt. 1980-ban Hódmezővásárhelyen töltötte le kötelező katonai szolgálatát. 1981–1986 között a Magyar Képzőművészeti Főiskola grafika szakos hallgatója volt. 1983-tól állít ki. 1985 óta tagja a Művészeti Alapnak. 1986-ban tagja lett a Fiatal Képzőművészek Stúdiójának is. 1992 óta a Magyar Grafikusművészek Szövetségének tagja. 1993-tól Szegeden művésztelepet vezetett. 1994-ben Rómában volt ösztöndíjas. 1995 óta alapító tagja és szervezője a Szegedi Művésztelepnek. 1996-ban a Vajda Lajos Stúdió tagjává választották. 2002 óta a Magyar Festők Társaságának tagja. 2007–2008 között a Nyíregyházi Főiskola Vizuális Kultúra Tanszékén oktatott. 2008 óta az egri Eszterházy Károly Főiskola Vizuális Művészeti Intézetében tanít. 2018-tól alapító tagja és szervezője a szihalmi Szabadkéz Művésztelep és Galériának.
Lányai Kótai Janka és Kótai Mara.

## Kiállításai

### Egyéni
- 1989 Vác
- 1990, 2015 Balassagyarmat
- 1991-1995, 1997-1998, 2001-2005, 2008, 2016, 2018-2019, 2021-2022 Budapest
- 1994-1996 Szentendre
- 1995 Berlin
- 2002 Dunaújváros
- 2005 Kassa
- 2007 Szeged
- 2009, 2021 Eger
- 2010 Miskolc
- 2019-2020 Szihalom

### Csoportos
- 1990, 2002, 2006 Budapest, Salgótarján
- 1991-1997, 2001, 2003, 2005, 2008 Budapest
- 1992, 1994 Szentendre
- 1993 Vác, Paks
- 1994, 2003 Krakkó
- 1995, 1997, 1999, 2001-2010 Szeged
- 1996, 2002-2003, 2005 Szekszárd
- 1998 Szombathely, Csíkszereda, Miskolc, Salgótarján
- 2000, 2002, 2004, 2006, 2008-2009 Miskolc
- 2001 Sárospatak
- 2002 Csíkszereda
- 2003 Isztambul, Kecskemét
- 2004 Bécs
- 2005 Győr
- 2007 Székesfehérvár
- 2009 Eger, Pozsony

## Művei
- Kutyapajzs (1993)
- Molnárpajzs (1993)
- Árnyékpajzs csepekkel (1993)
- Rajz (1996, 1998, 2000)
- Négy (1999)
- Három (1999)

## Díjai, kitüntetései
- Derkovits Gyula képzőművészeti ösztöndíj (1989-1992)
- Barcsay Jenő-díj (1991)
- II. Nemzetközi Grafikai Biennálé Díja (1993)
- XVII. Országos Grafikai Biennálé Díja (1993)
- Csohány Kálmán-díj (1994)
- VII. Országos Rajzbiennálé Díja (1994)
- Neufeld Anna-díj (1995)
- XVIII. Országos Grafikai Biennálé Díja (1996)
- Munkácsy Mihály-díj (1997)
- XIX. Országos Grafikai Biennálé Díja (1998)
- IX. Országos Rajzbiennálé Díja (1998)
- Az Év Grafikai Díja (1998)
- a miskolci grafikai biennálé díja (2002)
- Kovács Tamás-díj (2006)
- Az MMA Képzőművészeti Tagozatának díja (2014)